# Meriania panamensis
Meriania panamensis är en tvåhjärtbladig växtart som beskrevs av Henry Allan Gleason. Meriania panamensis ingår i släktet Meriania och familjen Melastomataceae. IUCN kategoriserar arten globalt som starkt hotad.
Artens utbredningsområde är Panamá. Inga underarter finns listade i Catalogue of Life.